# Fonction modulaire
 (janvier 2023).
Si vous disposez d'ouvrages ou d'articles de référence ou si vous connaissez des sites web de qualité traitant du thème abordé ici, merci de compléter l'article en donnant les références utiles à sa vérifiabilité et en les liant à la section « Notes et références ».
Ne doit pas être confondu avec Fonction modulaire dans le contexte des mesures de Haar.
En mathématiques, la fonction modulaire est la fonction analytique complexe définie par 
 où {\displaystyle \wp } désigne la fonction elliptique de Weierstrass.
Cette fonction envoie le demi-plan {\displaystyle \Im {m}(s)>0} sur {\displaystyle \mathbb {C} -\{0,1\}.}
Elle a été utilisée [Quand ?] par Émile Picard dans sa démonstration du petit théorème qui porte son nom.